# Mediterranean Shipping Company
Mediterranean Shipping Company (MSC, «Средиземноморская судоходная компания») — базирующаяся в Женеве (Швейцария) частная судоходная компания, с января 2022 года является крупнейшей в мире по вместимости контейнеровозов. По состоянию на конец 2023 года оставалась крупнейшим морским перевозчиком, оперируя 799 судами, вмещающими в общей сложности 5,61 млн TEU (из них 499 судов, на которые приходится 48,1 % вместимости, — собственные).

## История
Компания была основана в 1970 году в Неаполе итальянским капитаном Джанлуиджи Апонте. Первым судном стала Patricia, купленная за 5 тысяч долларов, в 1971 году была куплена Rafaela. Первоначально компания совершала рейсы между Средиземноморьем и Сомали. Первое время флот компании расширялся покупкой подержанных судов, первое новое судно, MSC Alexa, было заказано в 1994 году и получено в 1996 году. С 1978 года компания базируется в Женеве. По мнению французского издания Le Marin, в Швейцарию бизнес был позднее перенесён в связи с налоговой системой, более благоприятной для ведения предпринимательской деятельности. В 1985 году компания вышла на трансатлантические перевозки.
Одним из дочерних предприятий MSC является круизная компания MSC Cruises. Она была основана в 1920-х годах и называлась Flotta Lauro, обанкротилась в начале 1980-х. В 1987—1988 годах её вместе с принадлежащим ей флотом (включающим названное именем основателя фирмы судно Achille Lauro) на аукционе приобрело специально созданное партнёрство StarLauro итальянских предпринимателей Эудженио Буонтемпо и Сальваторе Пьянура. Осенью 1989 года MSC выкупила их доли в этой организации, и позднее, в 1995 году, переименовала её (к тому моменту ставшую второй по величине круизной линией Италии) в текущее название.
В 2019 году компания начала эксплуатацию самого большого контейнеровоза в мире — MSC Gülsün. В 2023 году было принято ещё большее судно — MSC Tessa.

## Собственники и руководство
- Джанлуиджи Апонте (Captain Gianluigi Aponte) — основатель и председатель совета директоров. Вместе с женой Рафаэлой владеют по 50 % группы MSC. Их состояние в 2023 году оценивалось в 31,2 млрд долларов (43-е место в мире)[13].
- Диего Апонте (Diego Aponte) — президент группы с 2014 года, в группе с 1997 года[14].
- Сорен Тофт (Soren Toft) — генеральный директор (CEO) с декабря 2020 года, до этого работал в Maersk (с 1994 года), включая пост главного операционного директора.

## Дочерние организации
Основные составляющие MSC Group:
- MSC Mediterranean Shipping Company — морские контейнерные перевозки; 800 судов, 300 маршрутов, 520 портов, 22,5 млн TEU грузов в год.
- Terminal Investment Limited (TIL) — портовые терминалы в 30 странах; компания владеет терминалами в 7 из 30 крупнейших портов мира, в том числе Антверпен, Сингапур, Нинбо, Лонг-Бич, Ньюарк, Валенсия и Роттердам. Всего компании принадлежат доли в 62 портовых терминалах, в сумме у них 537 контейнерных кранов. В 2016 году компания занимала 6-е место в мире среди операторов контейнерных терминалов[16].
- MEDLOG — основанная в 1988 году логистическая компания, осуществляет доставку грузов морским, речным, автомобильным и железнодорожным транспортом (15 млн контейнеров в год), а также хранение и таможенное оформление; 160 площадок для контейнеров (в сумме на 1 млн TEU), 40 складов, 5900 грузовиков, 9200 трейлеров, 4600 вагонов, 88 локомотивов, 16 барж.
- MSC Cruises — 19 круизных лайнеров, обслуживающих 2,7 млн клиентов в год (по данным на 2021 год).
- GNV (Grandi Navi Veloci) — основанная в 1992 году итальянская судоходная компания, осуществляет пассажирские и грузовые перевозки между портами Средиземного моря на 19 судах.
- SNAV (Società Navigazione Alta Velocità) — паромные перевозки между Италией и Хорватией.
- MSC Shipmanagement — управление флотом и экипажами; центры находятся в Лимассоле (Кипр) и Сорренто (Италия); центры набора и подготовки команды имеются в Индии, Италии, Украине и Черногории.

## Награды
В 2012 году Джанлуиджи Апонте был удостоен премии британского журнала Cruise International за достижения жизни как основатель и руководитель MSC Cruises. На следующий год ему была также присуждена аналогичная премия от связанного с Lloyd's List журнала Containerisation International, уже как лидеру головной MSC. Президент и CEO американского подразделения компании Клаудио Боццо в 2014 году был награждён премией «Конни» Института контейнеризации и межвидовой транспортировки.

## Выбросы углекислого газа
В 2018 году компанией в атмосферу было выброшено около 11 мегатонн CO2.